# La casa del llac
La casa del llac (títol original en anglès The Lake House), és una pel·lícula estatunidenca de l'any 2006 dirigida per Alejandro Agresti. Es tracta d'un remake de la pel·lícula sud-coreana Il Mare (2000). Es va estrenar el 16 de juny de 2006 als Estats Units i el Canadà i el 30 de juny del mateix any als Països Catalans.
La pel·lícula és protagonitzada per Keanu Reeves i Sandra Bullock, que van tornar a coincidir a la pantalla gran després de protagonitzar Speed dotze anys abans, pel·lícula que els va donar la fama.

## Argument
Amb la sensació que és el moment per a efectuar un canvi en la seva vida, la Dra. Kate Forster (Sandra Bullock) abandona la seva feina als afores d'Illinois per a treballar en un hospital de Chicago. El que més li costa de deixar de la seva vida anterior, tanmateix, és la bonica i original casa que ha estat llogant: un refugi ampli i d'alt disseny amb enormes finestrals que s'aboquen sobre un llac tranquil. És un indret que la fa sentir totalment lliure.
De camí cap a la ciutat, la Kate deixa una nota a la bústia dirigida al proper llogater de la casa del llac, demanant-li que li enviï el correu que arribi a nom seu i avisant-li de les inexplicables petjades de gos que es poden veure al costat de la porta d'entrada i que ja hi eren quan ella va anar a viure-hi. Quan el proper llogater arriba a la casa, però, veu una cosa molt diferent.
Alex Wyler (Keanu Reeves) troba la casa molt abandonada: polsegosa, bruta i el jardí ple de males herbes. Tampoc no la hi ha cap senyal de les petjades de gos per enlloc. No fa cas de la nota de la Kate fins dies més tard quan, mentre es troba pintant el moll, fet malbé pel pas del temps, veu un gos corrent per la superfície acabada de pintar i després cap a l'entrada de la casa, deixant les seves petjades exactament on ella li va dir que hi serien.
Estabornit, l'Alex li escriu explicant-li que no hi havia hagut cap altre llogater abans d'ell i preguntant-se com podia saber ella el que el gos va fer; d'altra banda, la Kate, que acaba de deixar la casa fa tan sols una setmana, pensa que ell li fa algun tipus de broma i ràpidament li contesta. Descobreix aleshores que es comuniquen a través de la bústia amb dos anys de diferència.

## Repartiment
- Keanu Reeves: Alex Wyler
- Sandra Bullock: Kate Forster
- Christopher Plummer: Simon J. Wyler
- Shohreh Aghdashloo: Dr. Anna Klyczynski
- Dylan Walsh: Morgan Price
- Lynn Collins: Mona
- Ebon Moss-Bachrach: Henry Wyler
- Willeke van Ammelrooy: Sra. Forster